# Ardeotis
Genre
Le genre Ardeotis regroupe des oiseaux, connus sous les noms d'outardes, appartenant à la famille des Otididae. 

## Liste des espèces
D'après la classification de référence (version 7.1, 2017) du Congrès ornithologique international (ordre phylogénique) :
- Ardeotis arabs – Outarde arabe
- Ardeotis kori – Outarde kori
- Ardeotis nigriceps – Outarde à tête noire
- Ardeotis australis – Outarde d'Australie

## Répartition géographique

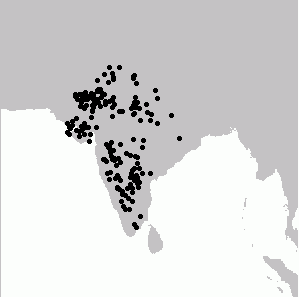
Ardeotis nigriceps